# Forgiveness (film, 2006)
Pour le single d’Ayumi Hamasaki, voir Forgiveness
Forgiveness (en hébreu :  מחילות (Meḥīlōt), transcrit Mechilot ; en arabe  غفران (Ġufrān)) ; sens français : Pardon) est un film israélien d’Udi Aloni (2006) qui raconte l’expérience d’un jeune Juif américain, fils d’un survivant de la Shoah, aux prises avec la mémoire de sa famille et de celle des victimes du massacre de Deir Yassin.

## Synopsis
David Adler, 20 ans, jeune Juif américain, fils d’un survivant de la Shoah, décide de se rendre en Israël et de s’engager dans l’armée. Son père Henry, devenu un grand pianiste, a refoulé les fantôme du passé, au grand dépit de David.
David se retrouve dans un hôpital psychiatrique, incapable de se souvenir des circonstances qui l’y ont amené. L’hôpital, construit sur les ruines de Deir Yassin, a reçu comme premiers patients des rescapés de la Shoah. Parmi ceux-ci figure Yaakov, dit « Muselmann », un aveugle qui dit pouvoir communiquer avec les morts. Avec l’aval d’Henry et sous la pression de l’armée, le médecin de l’hôpital, le Dr. Isaac Shemesh, injecte à David un nouveau psychotrope qui devrait lui permettre de vivre normalement.
Alternant flashbacks et projections dans l’avenir, rêves et réalité, le film fait apparaître de façon récurrente le fantôme d’une fillette de 10 ans massacrée à Deir Yassin et qui ne trouvera la paix que quand les secrets de David seront révélés.

## Distribution
- Itay Tiran : David
- Clara Khoury : Lila
- Moni Moshonov : Muselmann
- Makram Khoury : Dr. Isaac Shemesh (comme Makram J. Khoury)
- Tamara Mansour : Petite fille / Fantôme / Amal
- Ruba Blal : Nawal
- Michael Sarne : Henry Adler